# 에가미 아야노
에가미 아야노(江上綾乃, 1980년 4월 1일 ~ )는 2000년 하계 올림픽에 출전한 일본의 아티스틱스위밍 선수이다.